# Беккер, Август (химик)
Август Беккер (нем. August Becker, 17 августа 1900 — 31 декабря 1967) — немец, химик, член нацистской партии, в рядах СС дослужился до звания — унтерштурмфюрер. Был активным членом программы Т-4 и айнзацгруппы полиции безопасности СД. Один из разработчиков фургонов с газовой камерой для ликвидации инвалидов, политических диссидентов, евреев. Осуждён по приговору суда на Нюрнбергском процессе, где получил три года тюремного заключения. В 1959 году по инициативе прокуратуры ФРГ его дело было пересмотрено и вынесен новый приговор — десять лет тюремного заключения. Скончался в 1967 году находясь в доме престарелых в Лаубахе.

## Биография
Август Беккер родился 17 августа 1900 года в городке Штауфенберге, Гессен. Его отец был владельцем фабрики. Август был призван в немецкую армию практически в конце Первой мировой войны. После возвращения с фронта поступил в Гиссенский университет, где изучал химию и физику. В 1933 году получил степень доктора химии. Политическая карьера Беккера началась в 1930 году, когда он присоединился к нацистской партии. После этого, в 1931 году, он вступил в ряды СС. В 1934 году он был сотрудником управления гестапо в Гиссене. В 1935 году был переведён в главный офис Службы безопасности (СД) в Берлине, где проработал до 1938 года. На новом месте он был ответственен за обнаружение на документах и фотокопиях невидимых чернил. В декабре 1939 года он присоединился к программе умерщвления T-4 и был назначен на должность ответственного за первые тестирования удушающего газа. После этого он отвечал за распределение ёмкостей с монооксид углеродом между центрами эвтаназии и демонстрацию способа применения на практике. Среди членов программы умерщвления T-4 он носил прозвище «Рыжий Беккер» за цвет его волос. После того, как в августе 1941 года эта программа была свёрнута, Беккер был назначен ответственным за разработку и тестирования фургонов с газовой камерой. В январе 1942 года, выполняя приказ Генриха Гиммлера, Август Беккер на девять месяцев был откомандирован на оккупированные территории Советского Союза. Здесь он следил за выполнением приказов штандартенфюрер СС Вальтера Рауффа, а также обучение персонала принципам использования фургонов с газовой камерой. В сентябре 1942 года он прибыл с инспекцией в Минск, где отряды СС были ответственны за ликвидацию евреев. Под его контролем жертвами последней операция с применением фургонов с газовой камерой было уничтожено пятьдесят пять тысяч евреев. После этого он отправился в Варшаву, а затем вернулся в Берлин. В 1943 году он получил повышение в звании и стал — унтерштурмфюрером СС. После этого непродолжительное время работал на сельскохозяйственные компании, что размещались на оккупированных территориях Восточных стран. На момент окончания Второй мировой войны он был сотрудником берлинского офиса Главного управления имперской безопасности. За членство в рядах СС он был приговорён к трём годам тюремного заключения. После отбытия наказания Беккер работал продавцом. В 1960 году по вновь открывшемся доказательствам прокуратура ФРГ инициировала пересмотр его дела и суд вынес новый приговор — десять лет лишения свободы. Однако, привести его в исполнение власти не смогли, поскольку по состоянию здоровья Беккер не мог отбыть наказания. Он был помещён в дом престарелых в Лаубахе, где скончался 31 декабря 1967 года.